# اسما بنت یزید
اسماء دختر یزید بن سکن بن رافع بن امری القیس بن عبدالأشهل انصاری از طایفه اشهلیه و از قبیله اوس از صحابیات محمّد پیامبر اسلام و دخترعمّ معاذ پسر جبل بود. در سال اوّل هجرت مسلمان شد و در سال بیست و سوم هجرت درگذشت.